# فوجيوارا (عشيرة)

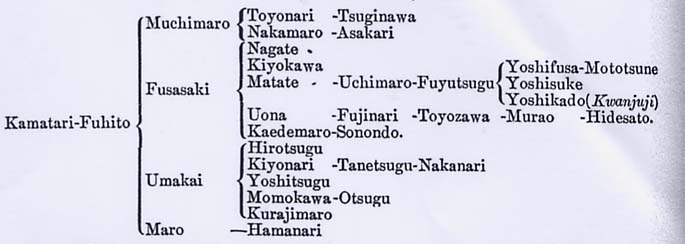
شجرة عائلة فوجيوارا (للتكبير اضغط على الصورة)

عشيرة فوجيوارا ((باليابانية: 藤原氏)، فوجيوارا شي) عائلة من النبلاء هيمنت على اليابان أثناء فترة فترة هييآن. تنحدر عشيرة فوجيوارا من عشيرة ناكاتومي وتولى أفرادها مناصب قيادية على غرار الحاجب (كبير المستشارين) والوصي. عرفت عهدها الذهبي أثناء حكم فوجي وارا نو ميتشيناغا (藤原道長). يعتبر البعض هيمنة العائلة على الحياة السياسية سببا في إضعاف دور العائلة الإمبراطورية، مما مهد لظهور النظام المعروف باسم الشوغونية.

## فترة أسوكا
بدأ نفوذ عشيرة فوجيوارا أثناء فترة أسوكا.

## اقرأ أيضا
- فترة هييآن
- تاريخ اليابان